# Fényévek (antológia)
A Fényévek egy science fiction-antológiasorozat, melyet a budapesti N & N Könyvkiadó jelentetett meg 1997 és 1998 között, a kiadó Möbius science fiction sorozatában, Csathó Gizella szerkesztésében. Összesen két kötete jelent meg, Fényévek illetve Fényévek 2 címmel. A kiadványok David G. Hartwell Year’s Best SF című antológiasorozatának első két kötetéből válogatott írásokat tartalmaznak.

## Tartalmuk

### Fényévek
Szerkesztette Németh Attila, Möbius science fiction, 1997
1. James Patrick Kelly: Dinoszaurusz-logika (Think Like a Dinosaur)
2. Joe Haldeman: Fehér Hegynek (For White Hill)
3. Stephen Baxter: Ökörnyál (Gossamer)
4. Robert Sheckley: Az idegenek köztünk vannak (The Day the Aliens Came)
5. Gregory Benford: Féreg a kútban (A Worm in the Well)
6. Gene Wolfe: A zikkurat (The Ziggurat)
7. Roger Zelazny: Variációk egy katasztrófára (The Three Descents of Jeremy Baker)
8. Robert Silverberg: Forró napok Magma Cityben (Hot Times in Magma City)

### Fényévek 2
Szerkesztette Németh Attila, Möbius science fiction, 1998. 
1. Bruce Sterling: A kerékpárszerelő (Bicycle Repairman)
2. Connie Willis: Nonstop Portalesbe (Nonstop to Portales)
3. John Brunner: Az „Oki-doki” (Thinkertoy)
4. Terry Bisson: A Felső Szobában (In the Upper Room)
5. Allen Steele: Doblin előadása (Doblin's Lecture)
6. Damon Knight: Szerkessz magadnak életet! (Life Edit)
7. Joanna Russ: Az invázió (Invasion)
8. Kate Wilhelm: Hagyjuk a szerencsét! (Forget Luck)
9. Stephen Baxter: Columbiad (Columbiad)
10. Brian Stableford: Gyász (The House of Mourning)
11. James Patrick Kelly: Elszakadás, visszatérés (Breakaway, Backdown)
12. David Langford: A nap lándzsája (The Spear of the Sun)